# Glodeanu-Siliștea
Glodeanu-Siliștea là một xã thuộc hạt Buzău, România. Dân số thời điểm năm 2002 là 4648 người.